# 1984 год в кино

## Фильмы

### Мировое кино
- «16 свечей»/Sixteen Candles, США (реж. Джон Хьюз)
- «1984»/Nineteen Eighty-Four, Великобритания (реж. Майкл Рэдфорд)
- «2010»/2010: The Year We Make Contact, Великобритания-США (реж. Питер Хайамс)
- «Акула-монстр»/Shark: Rosso nell’oceano, Италия-Франция (реж. Ламберто Бава)
- «Амадей»/Amadeus, США (реж. Милош Форман)
- «Бесконечная история»/Die Unendliche Geschichte, США (реж. Вольфганг Петерсен)
- «Бит Стрит»/Beat Street, США (реж. Стэн Лэтэн)
- «Близнец»/Le Jumeau, Франция (реж. Ив Робер)
- «Более странно, чем в раю»/Stranger Than Paradise, ФРГ-США (реж. Джим Джармуш)
- «Брейк-данс»/Breakin', США (реж. Джоэл Силберг)
- «Брейк-данс 2: Электрическое Бугало»/Breakin' 2: Electric Boogaloo, США (реж. Сэм Фёрстенберг)
- «Бунт роботов»/Runaway, США (реж. Майкл Крайтон)
- «Бьянка»/Bianca, Италия (реж. Нанни Моретти)
- «Ва-банк 2»/Vabank II czyli riposta, Польша (реж. Юлиуш Махульский)
- «Весёлая Пасха»/Joyeuses Paques, Франция (реж. Жорж Лотнер)
- «Влюблённые»/Falling in Love, США (реж. Улу Гросбард)
- «Возлюбленные Марии»/Maria’s Lovers, США (реж. Андрей Кончаловский)
- «Воскресенье за городом»/Un Dimanche A La Campagne, Франция (реж. Бертран Тавернье)
- «Всех за решётку»/Tutti Dentro, Италия (реж. Альберто Сорди)
- «Всплеск»/Splash, США (реж. Рон Ховард)
- «Город страха»/Fear City, США (реж. Абель Феррара)
- «Двойник тела»/Body Double, США (реж. Брайан Де Пальма)
- «Дополнительная смена»/Swing Shift, США (реж. Джонатан Демми)
- «Дюна»/Dune, США (реж. Дэвид Линч)
- «Женщина в красном»/The Woman in Red, США (реж. Джин Уайлдер)
- «Закупщик оружия»/The Gunrunner, Канада (реж. Нардо Кастилло)
- «Закусочная на колёсах»/快餐車, Гонконг (реж. Саммо Хун)
- «Звёздный путь III: В поисках Спока»/Star Trek III: The Search for Spock, США (реж. Леонард Нимой)
- «Зедер — голоса с того света»/Zeder (Voices From The Beyond), Италия (реж. Пупи Авати)
- «Зло, творимое людьми»/The Evil That Men Do, США (реж. Джей Ли Томпсон)
- «Иллюзионист»/De Illusionist, Нидерланды (реж. Йос Стеллинг)
- «Индиана Джонс и храм судьбы»/Indiana Jones and the Temple of Doom, США (реж. Стивен Спилберг)
- «Каннибалы-гуманоиды из подземелий»/C.H.U.D., США (реж. Дуглас Чик)
- «Клуб „Коттон“»/The Cotton Club, США (реж. Фрэнсис Форд Коппола)
- «Конан-разрушитель»/Conan The Destroyer, США (реж. Ричард Флейшер)
- «Короли шутки»/Le rois du gag, Франция (реж. Клод Зиди)
- «Корсиканские братья»/Cheech & Chong’s The Corsican Brothers, США (реж. Томми Чонг)
- «Кошмар на улице Вязов»/A Nightmare on Elm Street, США (реж. Уэс Крэйвен)
- «Красный рассвет»/Red Dawn, США (реж. Джон Милиус)
- «Ледяные пираты»/The Ice Pirates, США (реж. Стюарт Рэффилл)
- «Манхэттенские крысы»/Rats — Notte di terrore, Италия-Франция (реж. Бруно Маттеи)
- «Маппеты завоёвывают Манхэттен»/The Muppets Take Manhattan, США (реж. Фрэнк Оз)
- «Масада»/Masada, США (реж. Борис Сагал)
- «Микки и Мод»/Micki + Maude, США (реж. Блейк Эдвардс)
- «Москва на Гудзоне»/Moscow On The Hudson, США (реж. Пол Мазурски)
- «Наша история»/Notre Histoire, Франция (реж. Бертран Блие)
- «Не ищи смысла»/Stop Making Sense, США (реж. Джонатан Демми)
- «Нити»/Threads, Великобритания-Австралия-США (реж. Мик Джексон)
- «Однажды в Америке»/Once Upon A Time In America, США (реж. Серджо Леоне)
- «Особые приметы: Неотразимый красавчик»/Segni particolari: bellissimo, Италия (реж. Пиполо)
- «Отель „Нью-Хэмпшир“»/The Hotel New Hampshire, Великобритания-Канада-США (реж. Тони Ричардсон)
- «Откройте, полиция!»/Les Ripoux, Франция (реж. Клод Зиди)
- «Охотники за привидениями»/Ghostbusters, США (реж. Айван Райтман)
- «Парень-каратист»/The Karate Kid, США (реж. Джон Эвилдсен)
- «Парень из „Фламинго“»/The Flamingo Kid, США (реж. Гарри Маршалл)
- «Париж, Техас»/Paris, Texas, ФРГ-Франция (реж. Вим Вендерс)
- «Полицейская академия»/Police Academy, ФРГ-США (реж. Хью Уилсон)
- «Поля смерти»/The Killing Fields, Великобритания (реж. Ролан Жоффе)
- «Полёт ворона»/Hrafninn Flýgur, Исландия (реж. Храфн Гуннлаугссон)
- «После репетиции»/Efter repetitionen, Швеция (реж. Ингмар Бергман)
- «Последний звёздный боец»/The Last Starfighter, США (реж. Ник Кастл)
- «Приглашение в ад»/Invitation To Hell, США (реж. Уэс Крэйвен)
- «Просто кровь»/Blood Simple, США (реж. Братья Коэн)
- «Птаха»/Birdy, США (реж. Алан Паркер)
- «Резня на острове зомби»/Zombie Island Massacre, США (реж. Джон Картер)
- «Роман с камнем»/Romancing the Stone, США (реж. Роберт Земекис)
- «Самородок»/The Natural, США (реж. Барри Левинсон)
- «Там, где мечтают зелёные муравьи»/Wo Die Grünen Ameisen Traumen, ФРГ-Австралия (реж. Вернер Херцог)
- «Терминатор»/Terminator, США (реж. Джеймс Камерон)
- «Улицы в огне»/Streets of Fire, США (реж. Уолтер Хилл)
- «Фавориты луны»/Les favoris de la lune, Франция-Италия-СССР (реж. Отар Иоселиани)
- «Филадельфийский эксперимент»/The Philadelphia Experiment, США (реж. Стюарт Рэффилл)
- «Франкенвини»/Frankenweenie, США (реж. Тим Бёртон)
- «Хаос»/Kaos, Италия (реж. Братья Тавиани)
- «Человек со звезды»/Starman, США (реж. Джон Карпентер)
- «Электрические грёзы»/Electric Dreams, США (реж. Стив Бэррон)
- «Элемент преступления»/The Element of Crime, Дания (реж. Ларс фон Триер)

### Советское кино

#### Фильмы Азербайджанской ССР
- «Старый причал», (реж. Эльхан Касимов)

#### Фильмы БССР
- «Государственная граница 4. Красный песок», (реж. Борис Степанов)
- «Деревья на асфальте»
- «Меньший среди братьев»
- «Прости нас, первая любовь»
- «Птицам крылья не в тягость»
- «Осенний подарок фей», (реж. Владимир Бычков)
- «Радуница», (реж.
- «Рыжий, честный, влюблённый», (реж. Леонид Нечаев)
- «Юрка — сын командира»

#### Фильмы Грузинской ССР
- «Бьют - беги!», (реж. Георгий Матарадзе)
- «Голубые горы, или Неправдоподобная история», (реж. Эльдар Шенгелая)
- «День длиннее ночи», (реж. Лана Гогоберидзе)
- «Легенда о Сурамской крепости», (реж. Сергей Параджанов и Давид Абашидзе)
- «Нет худа без добра», (реж. Павле Чарквиани)
- «Покаяние», (реж. Тенгиз Абуладзе)
- «Пять невест до любимой», (реж. Лейла Горделадзе)
- «Рассказ бывалого пилота», (реж. Омари Гвасалия)
- «Ратили», (реж. Георгий Калатозишвили)
- «Три дня знойного лета», (реж. Мераб Кокочашвили)

#### Фильмы Латвийской ССР
- «Когда сдают тормоза», (реж. Гунар Цилинский)

#### Фильмы РСФСР
- «Аплодисменты, аплодисменты…», (реж. Виктор Бутурлин)
- «Без права на провал», (реж. Евгения Жигуленко)
- «Без семьи», (реж. Владимир Бортко)
- «Блондинка за углом», (реж. Владимир Бортко)
- «Восемь дней надежды», (реж. Александр Муратов)
- «Время желаний», (реж. Юлий Райзман)
- «Время отдыха с субботы до понедельника», (реж. Игорь Таланкин)
- «Двойной обгон», (реж. Александр Гордон)
- «Европейская история», (реж. Игорь Гостев)
- «Егорка», (реж. Александр Яновский)
- «Жестокий романс», (реж. Эльдар Рязанов)
- «Завещание профессора Доуэля», (реж. Леонид Менакер)
- «Зачем человеку крылья», (реж. Владимир Шамшурин)
- «И вот пришёл Бумбо…», (реж. Надежда Кошеверова)
- «Инопланетянка», (реж. Яков Сегель)
- «Лидер», (реж. Борис Дуров)
- «Любовь и голуби», (реж. Владимир Меньшов)
- «Манька» (по рассказу одноимённому Юрия Казакова) в составе киноальманаха «Манька», «Нам не дано предугадать» (реж.Ольга Наруцкая, Анатолий Никитин (II)).
- «Макар-следопыт», (реж. Николай Ковальский)
- «Медный ангел», (реж. Вениамин Дорман)
- «Мёртвые души», (реж. Михаил Швейцер)
- «Милый, дорогой, любимый, единственный», (реж. Динара Асанова)
- «Мой друг Иван Лапшин», (реж. Алексей Герман)
- «Один и без оружия», (реж. Павел Фаттахутдинов, Владимир Хотиненко)
- «Очень важная персона», (реж. Евгений Герасимов)
- «Парад планет», (реж. Вадим Абдрашитов)
- «Парашютисты», (реж. Юрий Иванчук)
- «Пеппи Длинныйчулок», (реж. Маргарита Микаэлян)
- «Первая конная», (реж. Владимир Любомудров)
- «Перикола», (реж. Александр Белинский)
- «Подслушанный разговор», (реж. Сергей Григорьевич)
- «Приказано взять живым», (реж. Виктор Живолуб)
- «Продлись, продлись, очарованье…», (реж. Ярополк Лапшин)
- «Прохиндиада, или Бег на месте», (реж. Виктор Трегубович)
- «Успех», (реж. Константин Худяков)
- «Формула любви», (реж. Марк Захаров)
- «Человек-невидимка», (реж. Александр Захаров)
- «Чужая жена и муж под кроватью», (реж. Виталий Мельников)

#### Фильмы совместных производителей

##### Двух стран
- «Лев Толстой», (реж. Сергей Герасимов; совм. с ЧССР)

#### Фильмы УССР
- «Груз без маркировки», (реж. Владимир Попков)
- «Два гусара», (реж. Вячеслав Криштофович)
- «Каникулы Петрова и Васечкина, обыкновенные и невероятные», (реж. Владимир Алеников)
- «На прицеле ваш мозг», (реж. Феликс Соболев и Виктор Олендер)
- «Что у Сеньки было», (реж. Радомир Василевский)

## Телесериалы

### Советские сериалы и телефильмы свыше 2 серий
- Гостья из будущего (5 серий)
- Колье Шарлотты (3 серии)

### Телесериалы США
- «Санта-Барбара»

### Латиноамериканские сериалы

#### Аргентина
- «Иоланда Лухан»

#### Мексика
- Гваделупе
- Да, моя любовь
- Принцесса
- Страстная Исабела
- Счастливые годы

## Лидеры проката
- «Любовь и голуби», (режиссёр Владимир Меньшов) — 2 место, 44 500 000зрителей
- «Тайна „Чёрных дроздов“», (режиссёр Вадим Дербёнев) — 4 место, 35 300 000 зрителей
- «Жестокий романс», (режиссёр Эльдар Рязанов) — 15 место, 22 000 000 зрителей
- «Волчья яма», (режиссёр Болотбек Шамшиев) — 16 место, 21 400 000 зрителей

## Персоналии

### Родились
- 28 августа — Елена Турбал,  украинская актриса театра и кино.
- 25 ноября — Гаспар Ульель, французский актёр.

### Скончались
- 4 мая — Диана Дорс, британская актриса.
- 12 мая — Дорис Мэй, американская киноактриса эпохи немого кино.
- 20 июня — Фаина Георгиевна Раневская, выдающаяся советская актриса театра и кино.
- 5 августа — Ричард Бартон, валлийский актёр, семикратный номинант на премию «Оскар».